# Olivier Français
Olivier Français (Metz, 1 oktober 1955) is een Zwitsers politicus voor de Vrijzinnig-Democratische Partij.De Liberalen (FDP/PLR) uit het kanton Vaud.

## Biografie

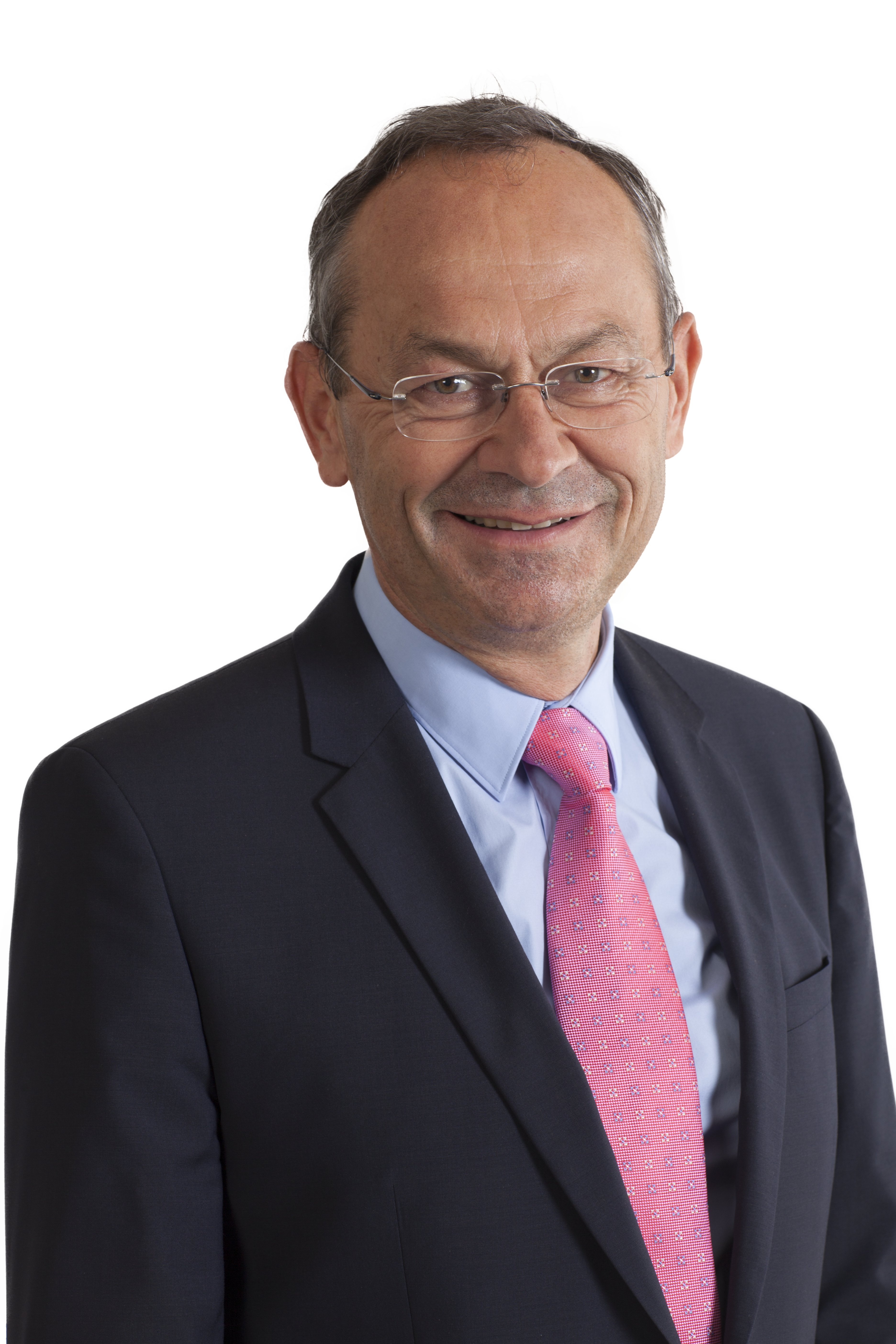
Olivier Français in 2015.

### Franse afkomst
Olivier Français werd geboren in Metz in Frankrijk. Tijdens zijn jeugd woonde hij in de Franse Jura en studeerde hij in het Zwitserse Lausanne. In 1982 verwierf hij er een diploma van burgerlijk ingenieur. Hij verwierf de Zwitserse nationaliteit in 1988 zodat hij in Zwitserland zou kunnen deelnemen aan verkiezingen en het politieke leven, en omdat zowel zijn privé- als professioneel leven zich reeds lang in Zwitserland afspeelden.

### Lokale en kantonnale politiek
Van september 1994 tot mei 2000 was Français lid van de gemeenteraad (wetgevende macht) van de stad Lausanne. Hij zetelde vervolgens van 2000 tot 2016 in het stadsbestuur (uitvoerende macht) van Lausanne, waarin hij bevoegd was voor Openbare Werken, Ruimtelijke Ordening en Mobiliteit.
Op kantonnaal niveau zetelde hij in de Grote Raad van Vaud van april 1998 tot oktober 2007.

### Federale politiek
In 2007 werd hij immers bij de parlementsverkiezingen van dat jaar verkozen in de Nationale Raad, waar hij lid werd van de Commissie Telecommunicatie en Transport (CTT) en de Toezichtscommissie op de werkzaamheden van de nieuwe spoorlijnen in de Alpen. Hij werd herverkozen bij de parlementsverkiezingen van 2011.
Bij de federale parlementsverkiezingen van 2015 werd Français in de tweede ronde op 8 november verkozen in de federale Kantonsraad, waar hij zittend groen politicus Luc Recordon wist te verslaan. Recordon had zich immers herverkiesbaar gesteld, maar verloor met 74.972 stemmen van Français, die 78.068 stemmen behaalde. Français zetelde vanaf 30 november van dat jaar.
In de eerste ronde van de parlementsverkiezingen van 2019 strandde de liberaal Français op de derde plaats met 53.049 stemmen, tegenover twee linkse kandidaten, namelijk Adèle Thorens Goumaz (GPS/PES) met 72.416 stemmen en Ada Marra (SP/PS) met 71.997 stemmen. Français werd daarmee virtueel weggestemd uit de Kantonsraad. Geen enkele kandidaat behaalde evenwel een meerderheid van de stemmen, waardoor er op 10 november 2019 een tweede ronde werd ingericht. Enkel Thorens Goumaz, Marra en Français waren nog kandidaat. Kandidaten van andere partijen, waaronder Jacques Nicolet en Michaël Buffat van de rechtse Zwitserse Volkspartij (SVP/UDC), trokken zich terug. Hierdoor gingen de stemmen op rechts in de tweede ronde allemaal naar Français. In de tweede ronde behaalde hij dan ook de eerste plaats in de uitslag met 86.354 stemmen, meer dan 30.000 stemmen meer in vergelijking met de eerste ronde, waardoor hij alsnog werd herverkozen. Thorens Goumaz eindigde op de tweede plek met 83.031 stemmen. Marra werd derde en geraakte alsnog niet verkozen, niettegenstaande haar tweede plaats in de eerste ronde.
In 2023 kwam Français niet meer op.